# Copa dos Campeões da CONCACAF de 2008
A Copa dos Campeões da CONCACAF de 2008 foi a 43ª edição da competição de futebol realizada anualmente pela CONCACAF com clubes da América do Norte, Central e Caribe. O Pachuca FC, vencedor do torneio, se classificou para o Campeonato Mundial de Clubes da FIFA 2008.
Antes da fase final, as equipes da América Central e do Caribe realizaram uma fase preliminar dentro de suas regiões com jogos eliminatórios de ída e volta. Dois classificados pela América Central (UNCAF) e um pelo Caribe (CFU), integraram a fase decisiva.

## Equipes classificadas

### México
- Pachuca - campeão do torneio Clausura mexicano 2007
- Atlante - campeão do torneio Apertura mexicano 2007

### Estados Unidos
- Houston Dynamo - campeão da MLS Cup 2007
- DC United - campeão da MLS Supporters' Shield 2007

### Honduras
- CD Motagua - campeão da Copa Interclubes da UNCAF 2007

### Costa Rica
- Deportivo Saprissa - vice-campeão da Copa Interclubes da UNCAF 2007

### Guatemala
- CSD Municipal - terceiro colocado da Copa Interclubes da UNCAF 2007

### Jamaica
- Harbour View - campeão do Torneio da CFU 2007

## Quartas de Final
Todos os jogos estão no horário local

### Chave 1
| 11 de Março de 2008 | Motagua | 0 – 0 | Pachuca FC | Estádio Tiburcio Carías Andino, Tegucigalpa |
|                     |         |       |            | Público: 35,846 Árbitro: Elmar Rodas GUA    |

| 19 de Março de 2008 | Pachuca FC | 1 – 0 | CD Motagua | Estádio Hidalgo, Pachuca     |
|                     | Montes 42' |       |            | Árbitro: Ricardo Salazar EUA |

### Chave 2
| 12 de Março de 2008 | Harbour View | 1 – 1 | DC United      | Independence Park, Kingston |
|                     | Palmer 85'   |       | McTavish 45+1' | Árbitro: Philip Jordan TRI  |

| 18 de Março de 2008 | DC United                                              | 5 – 0 | Harbour View | RFK Stadium, Washington                       |
|                     | McTavish 26', 68' · Luciano Emilio 63', 66' · Fred 88' |       |              | Público: 12,000 Árbitro: Germán Arredondo MEX |

### Chave 3
| 13 de Março de 2008 | Atlante                    | 2 – 1 | Deportivo Saprissa | Estádio Olímpico, Cancún   |
|                     | Pereyra 40' · Bermudes 71' |       | Centeno 26'        | Árbitro: Carlos Batres HON |

| 20 de Março de 2008 | Deportivo Saprissa                                  | 3 – 0 | Atlante | Estádio Ricardo Saprissa Aymá, San Jose |
|                     | Castillo 19' (GC) · Alonso 40' · Cervantes 67' (GC) |       |         | Público: 22,000 Árbitro: Alex Prus EUA  |

### Chave 4
| 12 de Março de 2008 | CSD Municipal | 0 – 0 | Houston Dynamo | Estádio Mateo Flores, Guatemala City        |
|                     |               |       |                | Público: 4,000 Árbitro: Edgar Rodriguez CRC |

| 19 de Março de 2008 | Houston Dynamo                            | 3 – 1 | CSD Municipal   | Robertson Stadium, Houston    |
|                     | de Rosario 47', 70' (P) · Wondolowski 74' |       | Ramírez 86' (P) | Árbitro: Mauricio Morales MEX |

## Semifinais

### SF 1
| 1 de Abril de 2008 | Pachuca FC              | 2 – 0 | DC United | Estádio Hidalgo, Pachuca    |
|                    | Montes 85' · Torres 80' |       |           | Árbitro: Roberto Moreno PAN |

| 9 de Abril de 2008 | DC United                 | 2 – 1 | Pachuca FC  | RFK Stadium, Washington   |
|                    | Dyachenco 85' · Niell 90' |       | Álvarez 76' | Árbitro: José Aguilar EUA |

### SF 2
| 2 de Abril de 2008 | Houston Dynamo | 0 – 0 | Deportivo Saprissa | Robertson Stadium, Houston     |
|                    |                |       |                    | Árbitro: Courtney Campbell JAM |

| 9 de Abril de 2008 | Deportivo Saprissa                        | 3 – 0 | Houston Dynamo | Estádio Ricardo Saprissa Aymá, San Jose |
|                    | Ianni 34' (GC) · Borges 48' · Arrieta 76' |       |                | Árbitro: Marco Rodriguez MEX            |

## Finais
| 23 de Abril de 2008 | Deportivo Saprissa | 1 – 1 | Pachuca FC | Estádio Ricardo Saprissa Aymá, San Jose |
|                     | Cordero 89'        |       | Rey 46'    | Árbitro: Carlos Batres GUA              |

| 30 de Abril de 2008 | Pachuca FC           | 2 – 1 | Deportivo Saprissa | Estádio Hidalgo, Pachuca      |
|                     | Giménez 3' · Rey 54' |       | Arrieta 92'        | Árbitro: Mauricio Navarro CAN |

| Copa dos Campeões da CONCACAF 2008 |
| ---------------------------------- |
| PACHUCA FC Campeão (3º título)     |